# His Brand
His Brand è un cortometraggio muto del 1913 scritto, interpretato e diretto da Lois Weber. Gli altri interpreti erano Phillips Smalley (marito della Weber), Antrim Short e Rupert Julian.

## Trama
I modi cordiali e la piacevole conversazione di un ospite al ranch, vecchio amico della moglie con la quale ricorda i vecchi tempi passati insieme, instillano il sospetto di una relazione tra i due in un allevatore geloso. L'uomo, pieno di rabbia repressa, costringe brutalmente l'ospite a lasciare il ranch. La moglie, scioccata dalla reazione del marito, corre dietro all'amico per scusarsi di quelle maniere ma il marito, equivocando, si rinsalda sempre più nelle sue convinzioni e, presa la moglie, la lega, trascinandola nel recinto dove il bestiame viene marchiato. Lì, la marchia con il ferro caldo lasciandole sul seno una grande esse. Dopo qualche mese, la donna ha un bambino che, per il padre, diventa un piccolo idolo. Il bambino cresce, ormai è un ragazzo. Ma ha paura di qualsiasi animale. Il padre non sopporta che possa essere così pauroso e codardo e lo affida ai lavoranti del ranch, ordinando di fargli passare a ogni costo quelle fisime. I cowboy trascinano il giovane nel recinto, mettendogli in mano il ferro per marchiare il bestiame, ma lui si libera dei suoi tormentatori roteando il ferro contro di loro. Interviene la madre, accorsa alle grida del figlio. Quando assiste a quella scena, si scopre lentamente il seno, mostrando a tutti la sua orribile ferita. Poi, mette a nudo il petto del ragazzo, sul quale appare il suo stesso segno. A quella vista, il marito crolla. I lavoranti tornano nei loro alloggi, meditando di linciarlo per la sua brutalità. Poi, però, decidono di lasciarlo, andandosene tutti via. Quando si presentano a casa del padrone, la moglie è seduta insieme al figlio, mentre suo marito, ancora in lacrime, è inginocchiato a terra, con la testa nel suo grembo..

## Produzione
Il film fu prodotto dalla Rex Motion Picture Company.

## Distribuzione
Distribuito dalla Universal Film Manufacturing Company, il film - un cortometraggio in una bobina - uscì nelle sale cinematografiche statunitensi il 2 ottobre 1913.